# Жильбер-Есперсен, Хольгер
Хольгер Жильбер-Есперсен (дат. Holger Gilbert-Jespersen; 22 сентября 1890 — 30 июля 1975) — датский флейтист, музыкальный педагог, преподаватель.

## Биография
Учился в Королевской Датской консерватории у Фредерика Сторма, затем совершенствовал своё мастерство в Лондоне у Альберта Франселлы и, в 1913—1914 гг., в Париже у Адольфа Энбена и Филиппа Гобера, в значительной мере проникнувшись французской манерой игры.
По возвращении в Данию играл в Датской королевской капелле (1927—1956), духовом квинтете Королевской капеллы, Датском квартете (флейта, скрипка, виолончель и фортепиано, 1935—1957).
Известен, в частности, сотрудничеством с композитором Карлом Нильсеном: в 1922 г. квинтет Королевской капеллы исполнил духовой квинтет Нильсена Op. 43, и этот опыт вдохновил Нильсена на идею сочинить по концерту для каждого участника квинтета. В действительности Нильсен сочинил лишь два концерта из задуманных пяти, и первым был Концерт для флейты с оркестром, написанный для Жильбера-Есперсена и представляющий собой, как принято считать, его музыкальный портрет. Жильбер-Есперсен впервые исполнил концерт 21 октября 1926 в Париже, в присутствии автора и под управлением дирижёра Эмиля Тельманьи (зятя композитора). В 1954 году он же осуществил первую запись концерта — с Симфоническим оркестром Датского радио под управлением Томаса Енсена. Жильбер-Есперсен участвовал также в записи ряда ансамблевых произведений Нильсена.
С 1927 г. преподавал в Королевской Датской консерватории.
Обладатель нескольких датских музыкальных премий.